# Restaurant universitaire du Sart Tilman
Le restaurant universitaire du Sart Tilman (Bâtiment B8) est une œuvre de l’architecte André Jacqmain, construit en 1968 sur le campus du Sart Tilman de l’Université de Liège.

## Architecture
Le bâtiment dessiné par André Jacqmain avait pour vocation d’abriter un restaurant universitaire et un centre culturel : un lieu de vie commune, de moments de loisirs et de culture, sur le campus du Sart Tilman. Il est situé au cœur du quartier Agora, dans la zone Nord du campus, entre la place des Orateurs, le bâtiment de la Faculté de Psychologie et des Sciences de l’Education, la Faculté de Droit (Bâtiment B31), et la zone des Grands Amphithéâtres (Bâtiment B7) et l’Institut de Chimie (Bâtiment B6).
L’architecture s’inscrit dans le courant brutaliste, caractéristique des années 1960-1980 et dont le campus du Sart Tilman abrite quelques beaux exemples. Comme un donjon arasé, le volume imaginé par André Jacqmain est monumental, et domine la zone. Les façades extérieures, en béton brut, s’articulent comme une succession de métaphores de contreforts, de meurtrières et de mâchicoulis. L’intérieur est saisissant : l’espace et sa circulation fonctionnent comme les 4 éléments d’un cœur, avec les oreillettes et les ventricules ; l’ensemble se parcourt dans un cheminement complexe, à l’aspect labyrinthique, avec 4 cages d’escaliers à l’apparence identique. 
Le deuxième étage est composé d’une vaste zone centrale pour les cuisines, et de 4 salles de restaurant, aux 4 points cardinaux. Au rez-de-chaussée, le bâtiment se prolonge au nord-est d’une aile dissymétrique, qui abrite une salle de spectacle de 200 places et des loges pour les artistes.
Les finitions sont soignées : sols pavés en travertin (jusque dans les sanitaires), murs en brique nue aux appareillage parfois complexes, jeux subtils sur l’éclairage, disposition et châssis des fenêtres, …

## Histoire
Au début des années 2000, le restaurant du Sart Tilman n’est plus conforme relativement aux normes d’exploitation de ce type d’infrastructures. Les responsables de l’université font construire un nouveau restaurant dans la même zone (Restaurant Agora, bâtiment B62). Le bâtiment dessiné par André Jacqmain reçoit une nouvelle affectation.
Aujourd’hui, le bâtiment B8 joue le rôle de « Maison des étudiants »  et abrite
- une cafétéria (restauration rapide)
- une salle d’étude, et des salles de réunion spécifiques
- une salle de spectacles et de conférences de 200 places (Exèdre Dick Annegarn)
- la librairie des Presses Universitaires de Liège
- le secrétariat et les réserves du Musée d'art contemporain en plein air du Sart Tilman

## Œuvres d’art
Dans les années 1980, le Musée d’art contemporain en plein air du Sart Tilman organise l’intervention d’étudiants de l’Académie des beaux-arts de Liège pour la création d’œuvres intégrées dans le bâtiment ; des œuvres de Patricia Debey, Philippe Lempereur, Georges Lonneux, Maria-Magdalena Parlon, Luis Salazar, et Dominique Terrana sont créées à cette occasion. Par ailleurs, la façade ouest reçoit une Composition de Léon Wuidar en 1977, et la façade nord des reliefs de Eva Evrard en 2022  ; un Chimigramme de Pierre Cordier est visible au 2e étage.